# メカブ

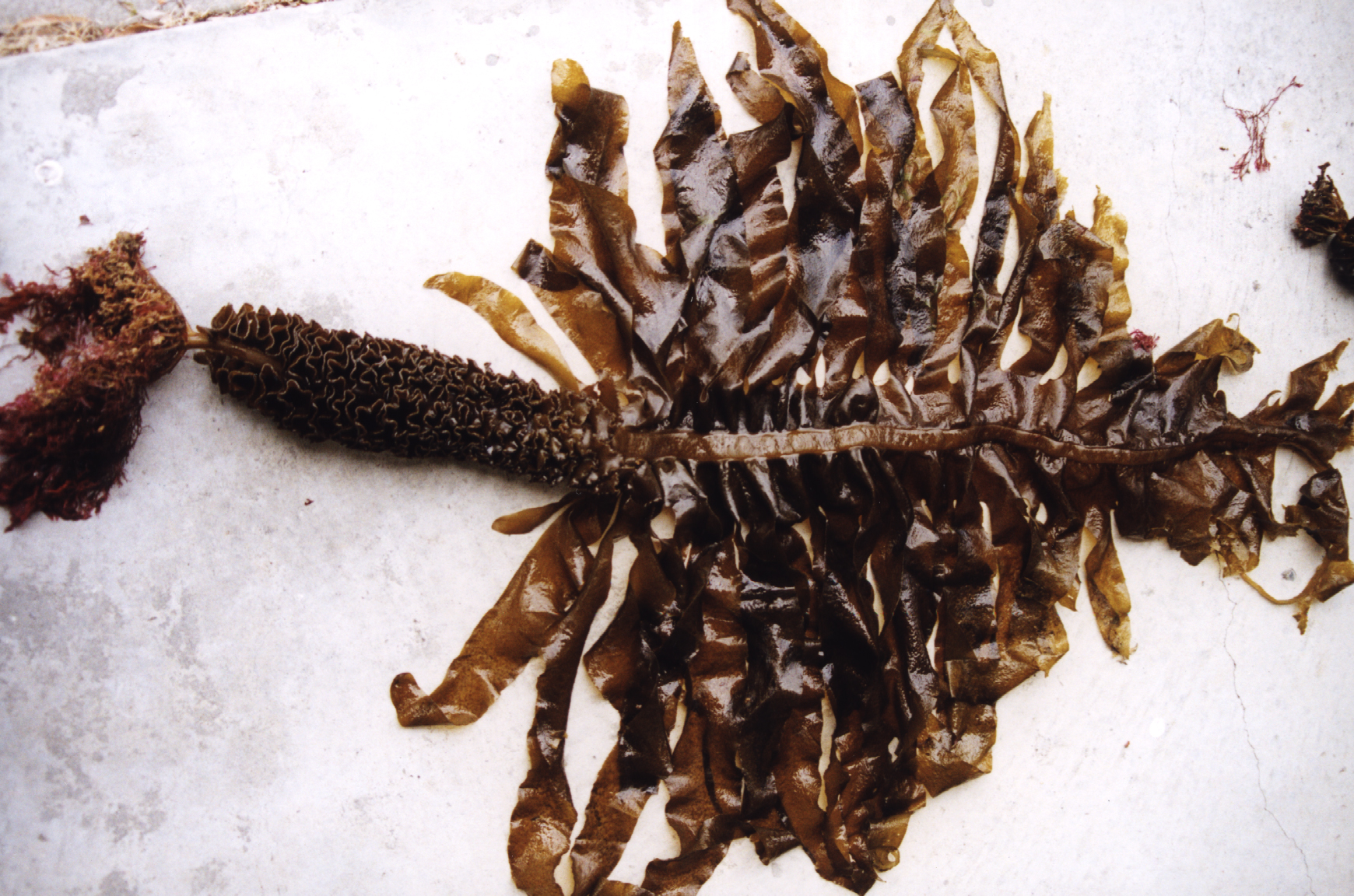
ワカメの全体像。根側のひだ状になった部分がメカブ。

メカブ（和布蕪）は、ワカメの付着器の上にある、葉状部の中で厚く折り重なってひだ状になった部分である。生殖細胞が集まった部位で、成実葉や胞子葉に相当する。ワカメは海藻なので根はないが、通俗的には「ワカメの根元部分」とも表現される。
日本では食用にされる。

## 概要
アルギン酸やフコイダンなどの水溶性食物繊維に由来するぬめり成分やミネラル、エイコサペンタエン酸などの不飽和脂肪酸を葉状部よりも多く含むため、健康食品として摂取されることもあるが、必ずしも十分な医学的根拠を得るには至っていない。その他メカブの成分を使用したシャンプーや石鹸、化粧品なども発売されている。
古代には海藻根（まなかし）と呼ばれ、貢物として海苔に次ぎ珍重されていた。中世以降になると中央文書からは姿を消すが、代わりに地方産物として「メカブ」の名で登場するようになる。地域により「ミミ」「ネカブ」「カブ」「メヒビ」などさまざまな呼称がある。また乾燥品は古くは民間薬としても利用された。

### 日本の産地
日本の主なめかぶ産地は、三陸海岸一帯の太平洋側である。
この地域で取れるめかぶは三陸めかぶとしてブランド化されており、高値で取引される。

## 食用

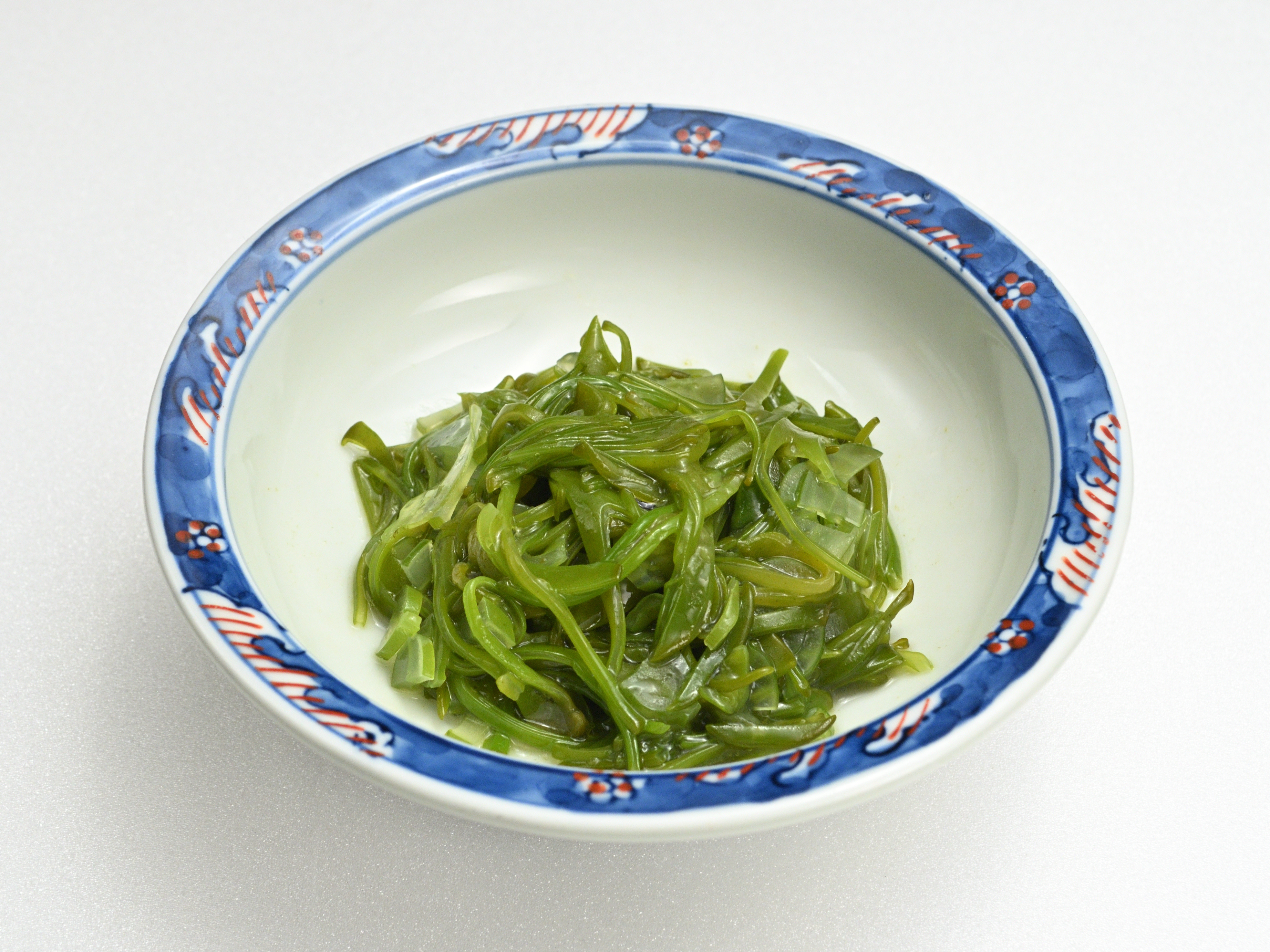
湯通しして細切りにしたメカブ

調理の際は軽く湯通しをし、色が褐色から緑色に変わったところで冷水に取る。芯の部分は固いため、湯通しの前後に取り除かれる場合もある。
その後は包丁などで細かく刻み、醤油やめんつゆ、その他の薬味を混ぜ米飯にかけて食べられたり、吸い物などスープに入れられたりする。同じく粘りのある納豆やとろろ、オクラ、鶏卵などの食材と合わせることや、調理法が応用されることもある。
また生のもの以外に、より手軽に食べられる乾物のものや味付け加工されたパック詰めのものも販売されている。